# Peroneutypa scoparia
Peroneutypa scoparia (Schwein.) Carmarán & A.I. Romero – gatunek grzybów z rodziny Diatrypaceae.

## Systematyka i nazewnictwo
Pozycja w klasyfikacji według Index Fungorum: Anthostoma, Diatrypaceae, Xylariales, Xylariomycetidae, Sordariomycetes, Pezizomycotina, Ascomycota, Fungi.
Po raz pierwszy opisał go w 1822 r. Lewis David von Schweinitz, nadając mu nazwę Sphaeria scoparia. W 2006 r. Cecilia C. Carmarán i A.I. Romero przenieśli go do rodzaju Peroneutypa. Niektóre inne synonimy:
- Eutypa scoparia (Schwein.) L.C. Tiffany & J.C. Gilman 1965
- Peroneutypella scoparia (Schwein.) Berl. 1902

## Morfologia
Podkładki rozpostarte, tworzące na podłożu warstwę. Szyjki długie, lekko wystające, wyłaniające się w skupiskach, często przez powierzchniowy dysk podkładki. Część worka zawierająca zarodniki nie przekracza 18 μm długości, ściana wierzchołkowa nad askosporami dobrze widoczna ze ściętym wierzchołkiem. Askospory alantoidalne.

## Występowanie i siedlisko
Występuje na wszystkich kontynentach, także w Antarktyce. Podano jego występowanie także w Polsce. W internetowym atlasie grzybów znajduje się na liście gatunków zagrożonych i wartych objęcia ochroną.
Grzyb nadrzewny, saprotrof i pasożyt. U figowca pospolitego (Ficus carica) powoduje zrakowacenie i zamieranie drzew.